# Microcercus abyssinicus
Microcercus abyssinicus là một loài chân đều trong họ Eubelidae. Loài này được Barnard miêu tả khoa học năm 1940.